# Ruta 24 (Bolivia)
La Ruta Nacional 24 (RN24 o F24) es una carretera ubicada en Bolivia, que busca conectar la población de Villa Tunari en el departamento de Cochabamba, con San Ignacio de Moxos en el departamento de Beni.El trazo de la carretera supuso un debate nacional y diferentes movilizaciones sociales en oposición ya que la carretera atraviesa dos áreas Protegidas: El Territorio Indígena y Parque Nacional Isiboro Sécure y el Territorio Indígena Multiétnico.

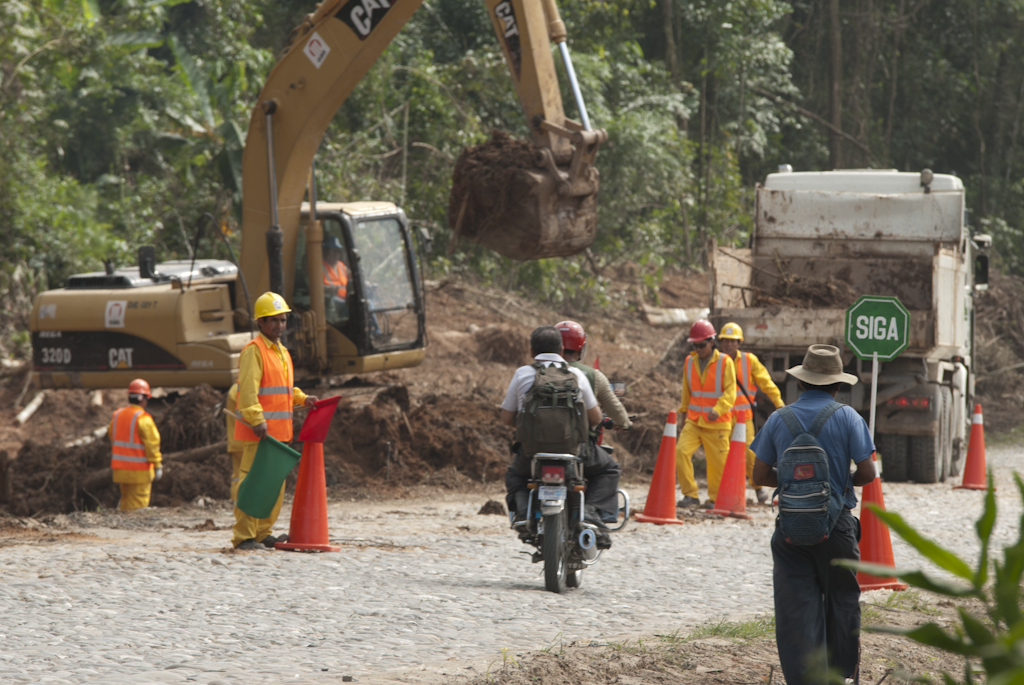
Construcción de la carretera, observada por un equipo de ONU-Página Siete en julio de 2011.

## Ruta
La carretera tiene una longitud de 260 kilómetros designado y pretende ser planificadas conectar las tierras bajas del departamento de Beni con el departamento de Cochabamba.
El recorrido de la Ruta 24 se inicia en el sur, cerca de la localidad de Villa Tunari. Se ramifica a partir de la Ruta 4 y conduce en su primera sección a lo largo de la Serranía de los Mosetén en dirección noroeste a Puerto Patiño y de allí a la colonización de territorios entre el río Isiboro y río Secure .
Esta zona es parte del Territorio indígena y parque nacional Isiboro-Sécure, la llamada "región del TIPNIS", que están cubiertos en sus áreas clave de la selva tropical casi virgen y habitado y administrado por los pueblos tradicionales yuracaré, moxeño y t'simanes. Estos están preocupados de que la continuación de la construcción de la vía se una puerta de entrada para los colonos, madereros ilegales y las compañías petroleras que se crearían en sus territorios protegidos, y que ha sido detenido por una protesta en el 2011, el proyecto de la carretera una vez que el futuro previsible.
La parte norte de la Ruta 24 comienza a siete kilómetros al sur-oeste de San Ignacio de Moxos en la Ruta 3 ya través de San José del Kavitu unos 70 km al sur, donde la Ruta 24 del río Secure vez que llega a su fin unos 30 km al norte.
Las secciones anteriores de carretera en el norte con San Ignacio de Moxos y en el sur en Villa Tunari aún están sin pavimentar.

## Historia
La Ruta 24 fue declarada por el decreto DS 26996 del 27 de abril de 2003 como parte de la red de carreteras de Bolivia "Red Vial Fundamental”.

## Ciudades

### Departamento de Cochabamba
- km 000: Villa Tunari (empalme con la Ruta Nacional 4)
- km 007: Chipiriri
- km 019: Santa Rosa
- km 027: Eterazama
- km 033: Samuzabety
- km 047: Isinuta
- km 057: Limo del Isiboro
- km 059: Puerto Patiño
- km 072: Santisima Trinidad
- km 081: Pueblo Nuevo Aroma
- km 086: San Juan de Icoya
- km 093: Moleto
- km 098: Ichoa

### Departamento del Beni
- km 213: San José de Kavitu
- km 260: San Ignacio de Moxos (empalme con la Ruta Nacional 3)